# 米爾本 (內布拉斯加州)
米爾本（英語：Milburn）是位於美國內布拉斯加州卡斯特縣的非建制地區。

## 歷史
米爾本的郵局於1891年設立，其後於1979年停運。

## 地理
米爾本所處的海拔為高於海平面754米（即2474英呎），而該地所採用的時區為UTC-6，即北美中部时区（CST）。同時該地設有夏令時間，為UTC-6調快一小時，即UTC-5（CDT）。